# Claudio Gabriel Sanna
Claudio Gabriel Sanna (l'Alguer, 1957) és un trobador, cantautor i compositor alguerés. En les sues cançons, utilitza de manera prevalent lo català de l'Alguer, endemés de l'italià i el sard.
Des de 1981 fou director artístic i líder de l'històric grup musical Càlic, que es caracteritzava per l'activitat de recuperació de tradicions musicals i culturals de l'Alguer i de la Sardenya.
A partir dels anys 2003 comença una carrera en solitari i publica els discos «Tirant lo rall» (2005), «Terrer meu» (2008) i «Un home del país» (2010), dedicat a les obres del cantautor alguerés Pino Piras. Al 2015 ha publicat amb Picap el darrer disc, «Altres paraules».
Durant la sua trajectòria artística, amb diferents formacions musicals o en solitari, ha participat en la recuperació de cantautors dels Països Catalans, com ara Joan Pau Giné i Pino Piras, i a la difusió d'altros cantautors europeus (com Jacques Brel i Fabrizio de Andrè).

## Discografia
- Carrer del mar (amb Càlic - 1984)
- Terres de mar (amb Càlic - 1995)
- Attinde (amb Càlic - 1998)
- La cançó catalana a Sardenya (amb Càlic - 2002)
- Le canzoni del maggio (2003)
- Tirant lo rall (2005)
- Terrer meu (2007)[2]
- Un home del país. Cançons i records de Pino Piras (2010)[3]
- Altres paraules (2015)[4]